# Jacques Teyssier

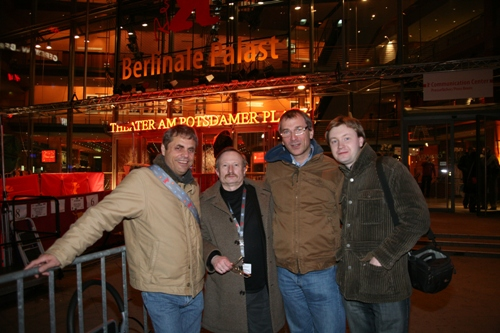
Jacques Teyssier, Vladimir Ivanov, Volker Beck và Nikolai Alekseev vào tháng 2 năm 2007 tại Berlin trong Liên hoan phim quốc tế Berlin.

Jacques Teyssier (sinh ngày 31 tháng 10 năm 1955 tại Annonay, Ardèche, Rhône-Alpes † 25 tháng 7 năm 2009 tại Berlin) là một công dân Pháp và Đức, và một nhà hoạt động vì quyền LGBT của Đức.

## Cuộc đời
Từ năm 1996 đến 2008 Teyssier là thành viên của hội đồng quản trị của Lesben- und Schwulenverband ở Đức, LSVD (hiệp hội đồng tính nữ và đồng tính nam ở Đức). Từ 1997 đến 2005, ông là thủ quỹ của LSVD. Năm 2009, ông được bổ nhiệm làm Chủ tịch danh dự của LSVD để ghi nhận những thành tựu trong cuộc đời của ông cho tổ chức này. Ông đại diện cho tổ chức của mình trong ILGA và ILGA-Europe. Một trong những thành tựu của ông là sự công nhận LSVD của Liên Hợp Quốc (ECOPSOC). Ông cũng tham gia vào việc xây dựng tổ chức Nhân quyền Hirschfeld Eddy Foundation.
Từ năm 1992, ông sống với người bạn đời Volker Beck, một chính khách người Đức và là một trong những nhà hoạt động đồng tính nổi tiếng nhất ở Đức. Họ sống ở Cologne, Paris và Berlin. Năm 2008 sau 16 năm sống chung, họ đã đăng ký sống chung theo luật của Đức. 1977/8 ông phục vụ trong quân đội Pháp với tư cách là sĩ quan phục vụ bí mật của không quân. Ông học tại Grande École de Management et de Commerce: EM Lyon - ESC ở Lyon và làm việc cho một công ty dược phẩm của Đức. Ông đại diện cho một công ty dược phẩm ở Cận Đông và là Đại tướng trực tiếp của Madaus France.
Teyssier tham gia các sự kiện về quyền của người đồng tính ở Warsaw, được biết đến với tên địa phương là "Parada Rowności" (Diễu hành Bình đẳng) vào năm 2005 và 2006 và cả ở Moscow vào năm 2006 và 2007. Ông đại diện cho LSVD trong các sự kiện này.
Teyssier chết vì ung thư ở Berlin năm 2009. 
Phát biểu từ Moskva, Nikolai Alekseev, Trưởng ban tổ chức Moscow Pride nói về cái chết của ông Teyssier: Nó sẽ khó để tôi trở về Berlin mà không gặp ông, nhìn thấy nụ cười của ông và cũng cãi nhau về những câu chuyện hoạt động của chúng tôi xung quanh một ly rượu. Volker và Jacques luôn rất ủng hộ công việc của chúng tôi, không chỉ bằng lời nói, mà cả trong hành động của họ. Tôi cảm thấy buồn vô cùng".
"Jacques và Volker đã cùng nhau chống lại sự thù hận và ủng hộ anh chị em LGBT của họ trên khắp thế giới. Niềm đam mê và tinh thần của Jacques, sẽ bị bỏ lỡ bởi nhiều bạn bè và đồng nghiệp mà ông đã thực hiện trên đường đi, ông Chuck Wolfe, chủ tịch và Giám đốc điều hành của Quỹ Lãnh đạo và Quỹ Chiến thắng Gay & Lesbian nói.
Một phút kỷ niệm đã được tổ chức cho ông tại Hội nghị Nhân quyền của OutGames. Thành phố West Hollywood đã hoãn lại Cuộc họp vào ngày 17 tháng 8 năm 2009 để tôn vinh ký ức về Teyssier.